# Ray Dalton
Ray Dalton (Seattle, Washington, 10 de mayo de 1990) es un cantante y compositor estadounidense. Comenzó su carrera como un evangelista y cantante de R&B. Dalton ganó popularidad cuando apareció en la canción de Macklemore y Ryan Lewis "Can't Hold Us", que ganó popularidad cuando fue lanzado como sencillo en 2011. La canción estuvo certificada platino  en los EE. UU. en abril de 2013. Ha ganado dos MTV Video Music Awards.

## Vida y carrera
La madre de Dalton es mexicana y su padre es afroamericano. Comenzó a cantar a la edad de 6 por consejo de su profesor de música, uniéndose el Coro de Niños de Seattle. Siguió cantando hasta la secundaria. Se ha descrito a sí mismo como un fan de Fleetwood Mac. Dalton pasó su último año en la escuela secundaria escuchando Missy Elliott, Amy Winehouse, y Kanye West, de acuerdo con una entrevista con MTV News.
Aparte de la música, Dalton es un jugador de tenis que ha trabajado como instructor. Renunció a su anterior trabajo, como instructor de tennis, debido al éxito de "Can't Hold Us" para seguir una carrera de tiempo completo como músico. Dalton canta en el Total Experience Gospel Choir de Seattle, a partir de 2013.
El trabajo de Dalton llamó la atención del productor Ryan Lewis, que había confundido el canto de Dalton con el de una canción de otro artista. Lewis se acercó a Dalton a través de Facebook. Dalton pronto comenzó a colaborar con Lewis y Macklemore en el estudio. La primera canción del trío de trabajó en conjunto fue en 2011, se llamó Wings.
En junio de 2012, Dalton lanzó su primer sencillo, So Emotional, que fue mezclado por Ryan Lewis. También anunció que estaba trabajando en su "propio proyecto" que se llamará The Dalton Show.
Dalton, Lewis y Macklemore crearon el gancho de "Can't Hold Us" en un día. Dalton lanzó sus escenas para el video musical del sencillo mientras estaba de gira en Nueva Zelanda en marzo de 2013.

## Discografía

### Sencillos

#### Como artista principal
| Año  | Título         | Álbum |
| ---- | -------------- | ----- |
| 2012 | "So Emotional" | N/A   |

#### Como artista invitado
| 2010                                                                         | "Kingdom Come" (Dyno Jamz featuring Ray Dalton)                | — | —  | —  | —  | — | — | — | —  | —  | — | —  | Dyno Jamz               |
| 2011                                                                         | "Whisper" (Camila Recchio featuring Ray Dalton)                | — | —  | —  | —  | — | — | — | —  | —  | — | —  | —                       |
| 2012                                                                         | "Need Your Love" (Sol featuring Ray Dalton)                    | — | —  | —  | —  | — | — | — | —  | —  | — | —  | —                       |
| 2013                                                                         | "Can't Hold Us" (Macklemore & Ryan Lewis featuring Ray Dalton) | 1 | 1  | 2  | 2  | 4 | 3 | 4 | 4  | 1  | 4 | 3  | The Heist               |
| 2014                                                                         | "Visceral" (John Mark McMillan featuring Ray Dalton)           | — | —  | —  | —  | — | — | — | —  | —  | — | —  | The Borderland Sessions |
| 2015                                                                         | "Don't Worry" (Madcon featuring Ray Dalton)                    | — | 82 | 25 | 52 | 5 | 2 | 4 | 28 | 14 | 8 | 54 | TBA                     |
| "—" Denota que no fue lanzado en ese territorio o no se encuentra disponible |                                                                |   |    |    |    |   |   |   |    |    |   |    |                         |